# Chloranthaceae
Chloranthaceae is een botanische naam, voor een familie van bedektzadigen. Een familie onder deze naam wordt tegenwoordig algemeen erkend door systemen voor plantentaxonomie, waaronder het APG-systeem (1998) en het APG II-systeem (2003). Geen van deze beide systemen plaatst de familie in een orde. De APWebsite plaatst de familie in een orde Chloranthales.
Het gaat om een niet al te grote familie van minder dan honderd soorten, in vier genera.

## Geslachten
De volgende vier geslachten worden in de familie Chloranthaceae geplaatst:
- Ascarina
- Chloranthus
- Hedyosmum
- Sarcandra

## Andere classificaties
Het Cronquist-systeem (1981) plaatste de familie
in de orde Piperales
in de onderklasse Magnoliidae,
in de klasse Magnoliopsida [= tweezaadlobbigen ],
in de afdeling Magnoliophyta [= bedektzadigen ].
Het Thorne systeem (1992) plaatste de familie
in de orde Magnoliales, die was toegewezen
aan de superorde Magnolianae,
in de onderklasse Magnoliideae [= tweezaadlobbigen ],
in de klasse Magnoliopsida [= bedektzadigen ].
Het Dahlgren systeem plaatste de familie
in een eigen orde Chloranthales, die was toegewezen
aan de superorde Magnolianae,
in de onderklasse Magnoliideae [= tweezaadlobbigen ],
in de klasse Magnoliopsida [= bedektzadigen ].